# Justicia ukagurensis
Justicia ukagurensis är en akantusväxtart som beskrevs av M. Hedrén. Justicia ukagurensis ingår i släktet Justicia och familjen akantusväxter. Inga underarter finns listade i Catalogue of Life.